# Pehuajó partido
Pehuajó egy partido Argentína középpontjától keletre, Buenos Aires tartományban. Székhelye Pehuajó.

## Népesség
A partido népessége a közelmúltban a következőképpen változott:
| Év   | Lakosság |
| ---- | -------- |
| 2001 | 38 096   |
| 2010 | 39 776   |